# 英属西非国民大会

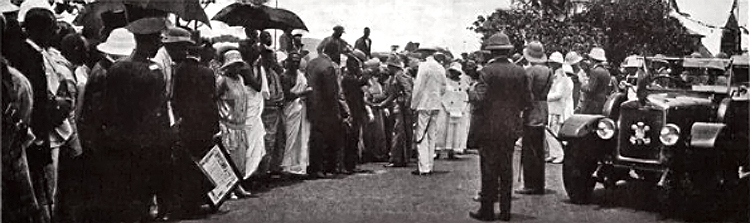
1925年威尔士亲王访问黄金海岸殖民地时与英属西非国民大会妇女分会成员握手。

英属西非国民大会（英語：National Congress of British West Africa）是西非的民族主义组织之一，成立于1920年的英属西非殖民地。它主要由英屬黃金海岸受过教育的精英组成，主張允许非洲人选举代表参加立法议会、废除歧视非洲人的法令、创办西非大学等。英属西非国民大会还是首个以建立包含整个英属西非的独立国家为目标，并且在英属西非的四个组成部分（冈比亚、塞拉利昂、加纳和尼日利亚）同时展开了活动的组织。

## 背景

### 成立的构想
1914年，来自加纳的律师J·E·其士利·禧福与来自尼日利亚的医生理查德·阿金万德·萨维奇在一次对话中首次提出了建立英属西非国民大会的构想。英属西非国民大会成立的另一个原因则被认为是在泛非主义运动愈演愈烈的时代背景下，出于对该运动范围过于宽泛、未能切实关注到西非人民利益的担忧，以及希望有一个更集中、更统一的目标来推动民族主义的发展。

### 区域因素
在英属西非国民大会成立前，英属西非殖民地便存在有抵抗运动与民族主义运动。不论是1860年代首个挑战英国殖民者权威的海岸角国王约瑟夫·阿格格雷和19世纪因与英国抗争而被流放的奥波博国王贾贾，还是英属西非国民大会成立前已成立的民族主义组织黃金海岸原住民權利保障協會和芳蒂邦联等，亦或是阿非利加努斯·霍尔顿、爱德华·威尔莫特·布莱登和约翰·佩恩·杰克逊等非洲民族主义学者的著作，都成为了英属西非国民大会成立的重要因素。

### 国际因素
放眼国际视角，国际民族主义运动的影响也推动了英属西非国民大会的成立。20世纪初，为非洲人及其后裔，乃至全球受压迫民族谋求平权的民族主义运动在全球范围内掀起，1911年第一次世界种族大会和国际黑人会议的召开，1917年非洲进步联盟和非洲裔学生联盟在英国的成立、乃至第一次世界大战的结束，都促成了英属西非国民大会的成立。

### 内部因素
在整个十九世纪，由于英国殖民领导者认为受过教育的精英是殖民政府必要的盟友，受过教育的西非精英被允许在英属西非担任政府官员。然而，殖民政府姉1902年起实施了一系列歧视政策，如由“西非医疗服务”发布的一项政策规定，只有“有‘欧洲’血统”的受过教育的非洲人才能享受该服务，英国殖民领导者之前给予受过教育的非洲精英的利益开始减少。除了歧视政策外，殖民政府还开始以“保护传统权威”为借口逐渐排除西非人担任地方政府职务。殖民政府的这些行为使得受过教育的非洲精英与英国殖民领导者之间的矛盾日益加剧，西非的精英们也产生了对殖民者疏远他们的不满。

## 成立
在诸多因素的影响与推动下，1920年3月，来自黄金海岸、尼日利亚、塞拉利昂和冈比亚4处英国殖民地的50多名各职业的知识分子、商人和酋长在阿克拉召开了“西非知识分子代表大会”，正式宣告了英属西非国民大会的成立。会议通过了一系列决议，如要求非洲人参政、不得歧视非洲籍公务员、建立西非大学、驱逐叙利亚人、废除限制新闻自由的法律等，并派遣以J·E·其士利·禧福等10人赴伦敦向女王请愿。这些请愿在司法改革方面提出了彻底改革的倡议，亦是西非首例关于让更多当地人拥有接受高等教育机会的请愿。
英属西非国民大会成立后，在四个殖民地建立了分支机构。该机构在冈比亚的支部称为“巴瑟斯特委员会”，基于原来的冈比亚土著防御联盟（Gambia Native Defensive Union）而建立；在尼日利亚的支部“拉各斯委员会”则在理查德·萨维奇等创会成员召开几次面向当地精英的会谈后逐渐发展；塞拉利昂的支部则对大会数次的召开起到了重要作用，且成为了英属西非国民大会存在最久的分支，直到1940年代才正式解散。

## 活动历史
1920年9月，英属西非国民大会派遣代表团赴伦敦，意图获得英国女王对会议决议的承认。然而，殖民地总督阿尔弗雷德·米尔纳声称这个组织既没有存在的必要，也无法代表西非当地人民，不允许这些代表与内阁大臣见面。此后，英属西非国民大会于1925年、1927年、1930年先后在弗里敦、巴瑟斯特和拉各斯召开会议，多次重申他们的诉求，却依然遭到英国当局以他们没有代表权为借口的拒绝。
在英属西非国民大会的同一时期，还有一个由馬科斯·加維领导的泛非主义组织联合黑人进步协会，同为泛非主义的两个组织却在路线上存在分歧，且相互竞争。相较于希望在英国殖民统治下谋求西非精英获得更多代表权的英属西非国民大会，联合黑人进步协会则更希望在非洲大陆上建立独立统一的黑人共和国。联合黑人进步协会在西非亦建立了分支机构，并尝试取得英属西非国民大会的西非精英们的支持。英属西非国民大会曾指责联合黑人进步协会是非法且危险的，且认为后者的思想来自于美洲（因为马科斯·加维是来自美洲的牙买加人），并不符合非洲人民的实际情况。

## 衰落
在尝试获得英国的承认失败后，英属西非国民大会开始逐渐走向衰落。在衰落后，位于各地的分支仍在广泛运作，但逐渐受到领土民族主义运动的影响，不再寻求建立整个英属西非地区的代表大会，而将活动的地域与目标集中在本国。这一思想在1920年代后对西非产生了一定的政治影响，其后甚至启发了法屬西非地区，使得法属西非国家也衍生出了一些具有领土民族主义色彩的、意图建立属于本国“代表大会”的组织。